# Jimmy Bacoll
Jimmy Bacoll (født Jimmy Colding 10. juli 1969) er en dansk sanger og skuespiller. han er mest kendt som forsanger i Zididada, men er også med i gruppen Everybody's Talking.
Jimmy Bacoll er søn af en dansk mor og en far, der er halvt araber og halvt inder. Han er udlært maskinarbejder og arbejdede 2 år som svend.
Han er også en af hovedrolleindehaverne i musicalen Den Eneste Ene fra 2012.